# Kim Su-Gyong
Kim Su-Gyong (28 de septiembre de 1991) es una deportista norcoreana que compitió en judo. Ganó una medalla de bronce en los Juegos Asiáticos de 2010, y una medalla de plata en el Campeonato Asiático de Judo de 2013.

## Palmarés internacional
| Juegos Asiáticos    | Juegos Asiáticos    | Juegos Asiáticos  | Juegos Asiáticos |
| Año                 | Lugar               | Medalla           | Categoría        |
| ------------------- | ------------------- | ----------------- | ---------------- |
| 2010                | Cantón (China)      | Medalla de bronce | –63 kg           |
| Campeonato Asiático |                     |                   |                  |
| Año                 | Lugar               | Medalla           | Categoría        |
| 2013                | Bangkok (Tailandia) | Medalla de plata  | –63 kg           |